# Gnomonia robertiani
Gnomonia robertiani är en svampart som beskrevs av Petr. 1925. Gnomonia robertiani ingår i släktet Gnomonia och familjen Gnomoniaceae.   Inga underarter finns listade i Catalogue of Life.
I den svenska databasen Dyntaxa används istället namnet Plagiostoma robertiani för samma taxon.  Arten är reproducerande i Sverige.